# Immagine digitale
Un'immagine digitale è la rappresentazione numerica di un'immagine bidimensionale. La rappresentazione può essere di tipo vettoriale oppure raster (altrimenti detta bitmap); nel primo caso sono descritti degli elementi primitivi, quali linee o poligoni, che vanno a comporre l'immagine; nel secondo l'immagine è composta da una matrice di punti, detti pixel, la cui colorazione è definita (codificata) tramite uno o più valori numerici (bit).

## Tecniche di rappresentazione
Le immagini digitali sono fondamentalmente di due tipi: una matrice di punti (o pixel) nelle immagini bitmap o, nelle immagini vettoriali, un insieme di punti (o nodi) uniti in linee o altre primitive grafiche che compongono l'immagine, insieme ad eventuali colori e sfumature.

### Immagini bitmap
In questo tipo di immagini, i valori memorizzati indicano le caratteristiche di ogni punto dell'immagine da rappresentare (pixel): 

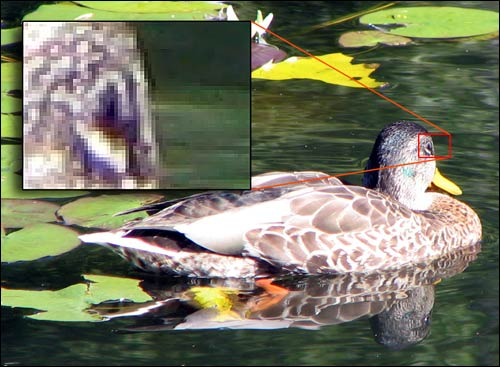
Immagine bitmap

- nelle immagini a colori, viene memorizzato solitamente il livello di intensità dei colori fondamentali (nel modello di colore RGB, uno dei più usati, sono tre: rosso, verde e blu. Un altro esempio è CMYK, usato per la stampa, basato su quattro colori fondamentali: ciano, magenta, giallo e nero[7].)
- nelle immagini monocromatiche in scala di grigio (dette impropriamente bianco e nero) il valore indica l'intensità del grigio, che varia dal nero al bianco.

Il numero (detto anche "profondità") di colori o di livelli di grigio possibili dipende dal massimo numero di combinazioni permesse dalla quantità di bit utilizzata per ognuno di questi dati: un'immagine con 1 bit per pixel avrà al massimo due combinazioni possibili (0 e 1) e quindi potrà rappresentare solo due colori o solo bianco e nero; nelle immagini a 4 bit per pixel, si possono rappresentare al massimo 16 colori o 16 livelli di grigio; un'immagine a 8 bit per pixel, 256 e così via.
Oltre a questi dati, è solitamente presente un header, che contiene diverse informazioni sull'immagine, a partire dal numero di righe e colonne di pixel: le dimensioni sono necessarie per poter dividere e disporre la sequenza di pixel in linee, in modo da formare una griglia rettangolare di punti, simile ad un mosaico, in cui ogni riga è formata da un numero preciso (indicato appunto dal valore larghezza) di tessere.
La tecnica utilizzata per queste immagini, rappresentate da una matrice {\displaystyle N}x{\displaystyle M}, dove {\displaystyle N} è il numero delle righe di pixel dell'immagine e {\displaystyle M} delle colonne, è detta raster.
Le immagini bitmap possono essere memorizzate in diversi formati, spesso basati su un algoritmo di compressione, che può essere lossy (in cui c'è perdita di informazione), come nelle immagini JPEG, oppure lossless (senza perdita), come nel caso dei file d'immagine GIF o PNG.
Questo tipo di immagini può essere generato da una grande varietà di dispositivi d'acquisizione: scanner e fotocamere digitali (contenenti dei sensori CCD o CMOS), ma anche da radar e microscopi elettronici; inoltre possono venire sintetizzate anche a partire da dati arbitrari, come funzioni matematiche bidimensionali o modelli geometrici tridimensionali.
Il campo dell'elaborazione digitale delle immagini studia gli algoritmi per modificare tali immagini.

### Immagini vettoriali

Immagine vettoriale

Le immagini vettoriali sono un tipo di immagine facilmente scalabile e ruotabile, ottenuto dall'unione di un certo numero di punti o nodi, che formano linee e poligoni, a loro volta uniti in strutture più complesse, fino a formare l'immagine voluta.
Questo tipo di immagine è utilizzato nel disegno tecnico per la progettazione architettonica ed industriale, nella rappresentazione di certi font, nella grafica per la creazione di loghi e marchi o altri oggetti, eccetera.

## Operazioni sulle immagini digitali

### Elaborazione
Le immagini digitali possono subire un processo di elaborazione volto a manipolare/modificare l'immagine stessa secondo le caratteristiche desiderate (es. fotoritocco, restaurazione delle immagini ecc..).

### Compressione
Come caso particolare di elaborazione digitale delle immagini, le immagini digitali possono a loro volta subire, secondo vari possibili standard, un processo di compressione dell'immagine volto a ridurre la quantità di informazione associata per la trasmissione sul canale di comunicazione o la memorizzazione su supporti di memorizzazione.

## Galleria d'immagini

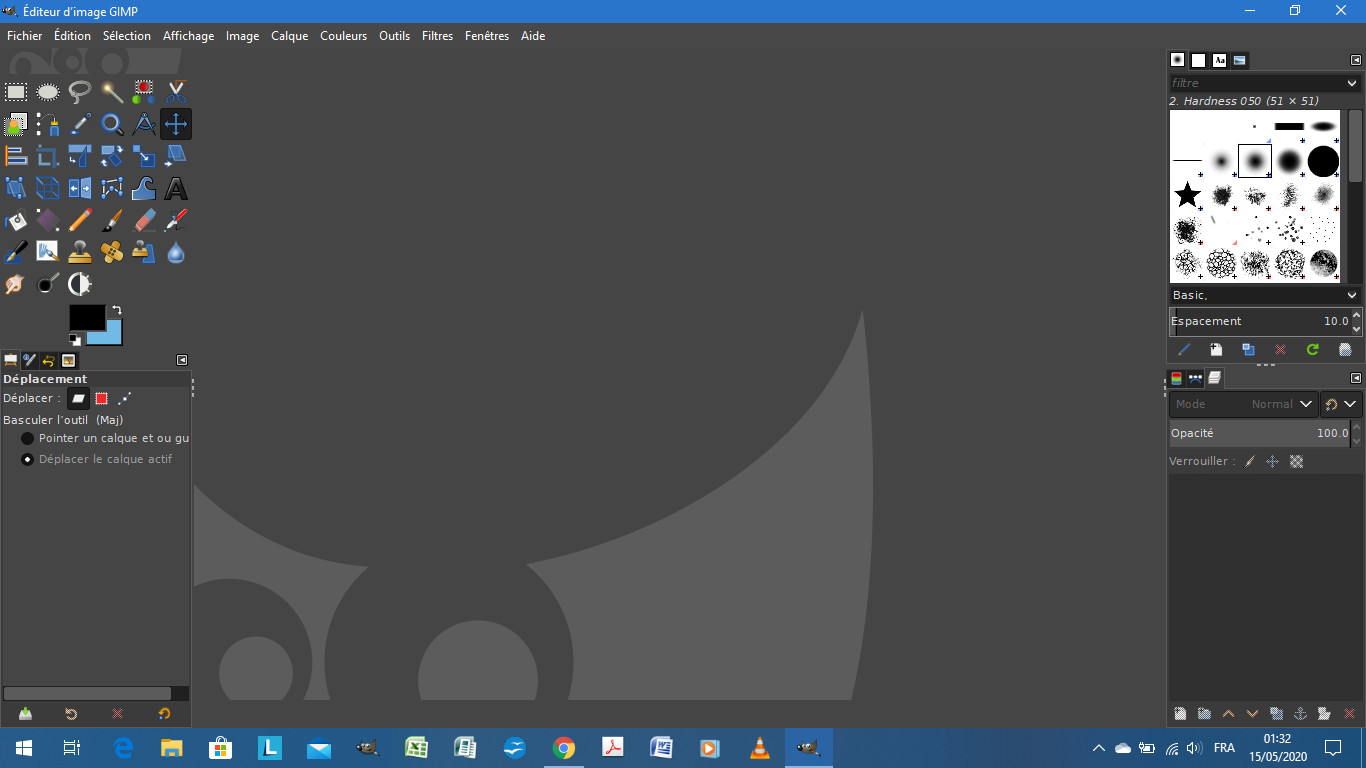
Software di fotoritocco GIMP
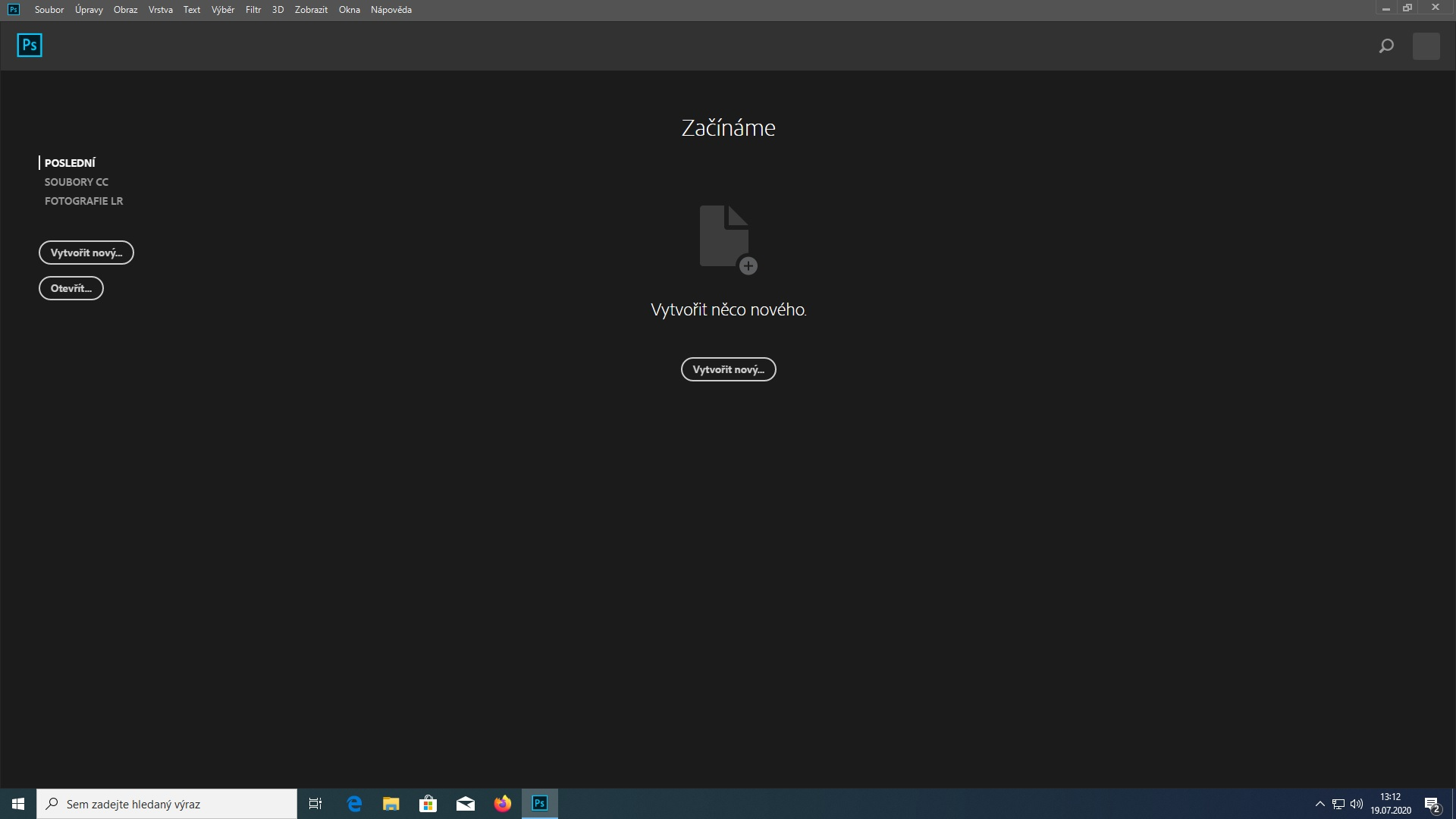
Software di fotoritocco Photoshop
Software di manipolazione immagini vettoriali Illustrator
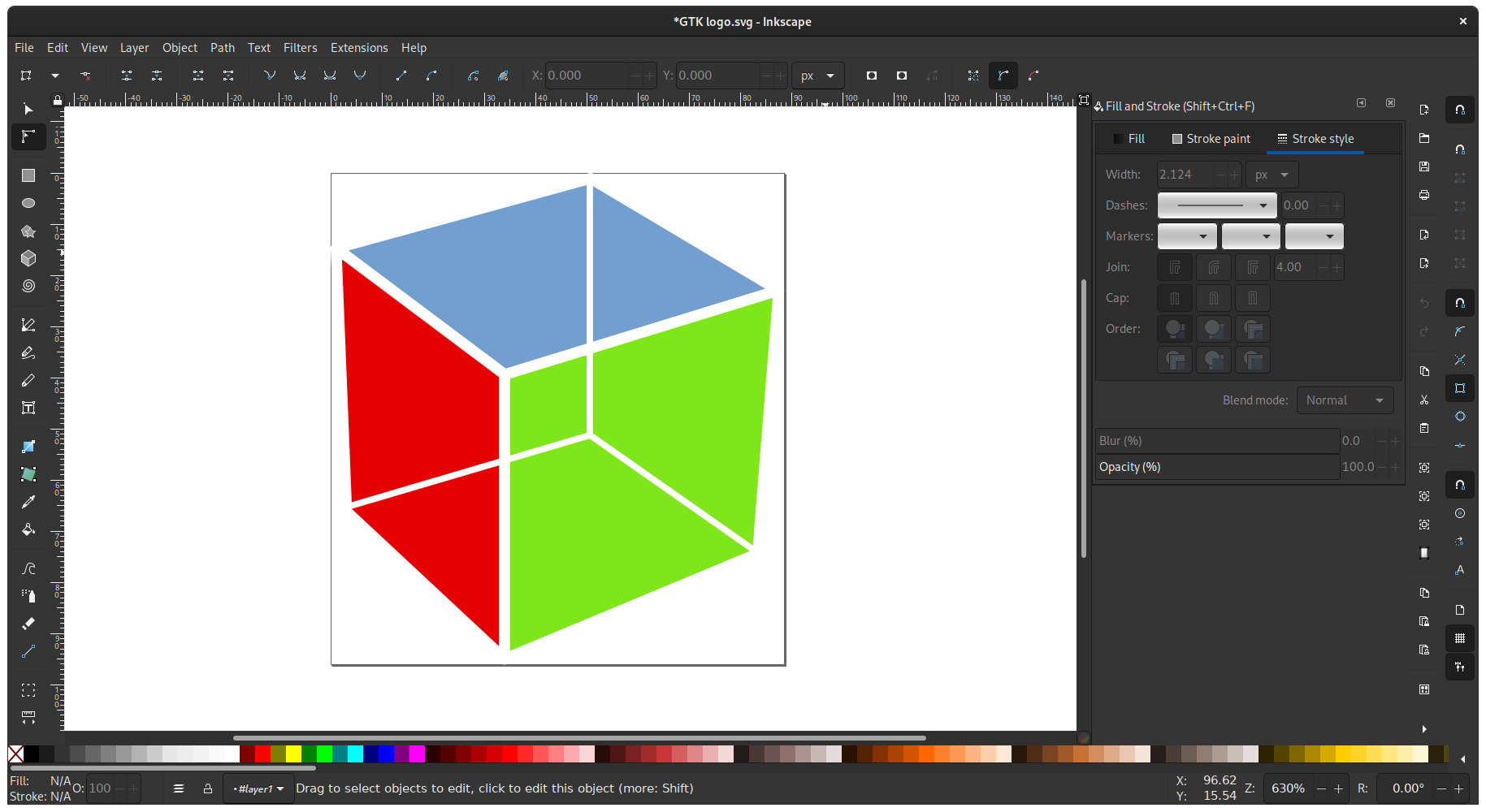
Software di manipolazione immagini vettoriali Inkscape
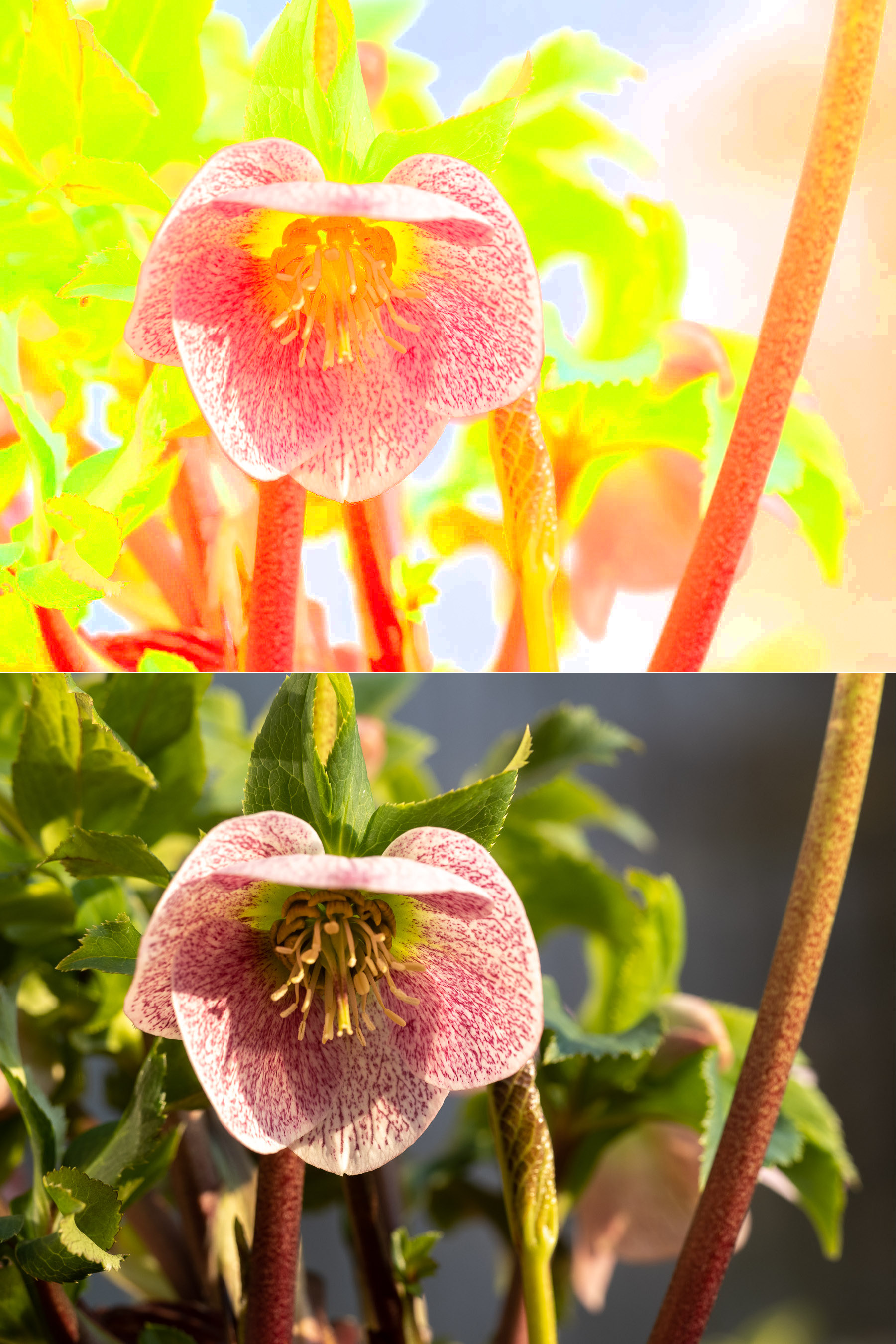
Esempio di fotoritocco
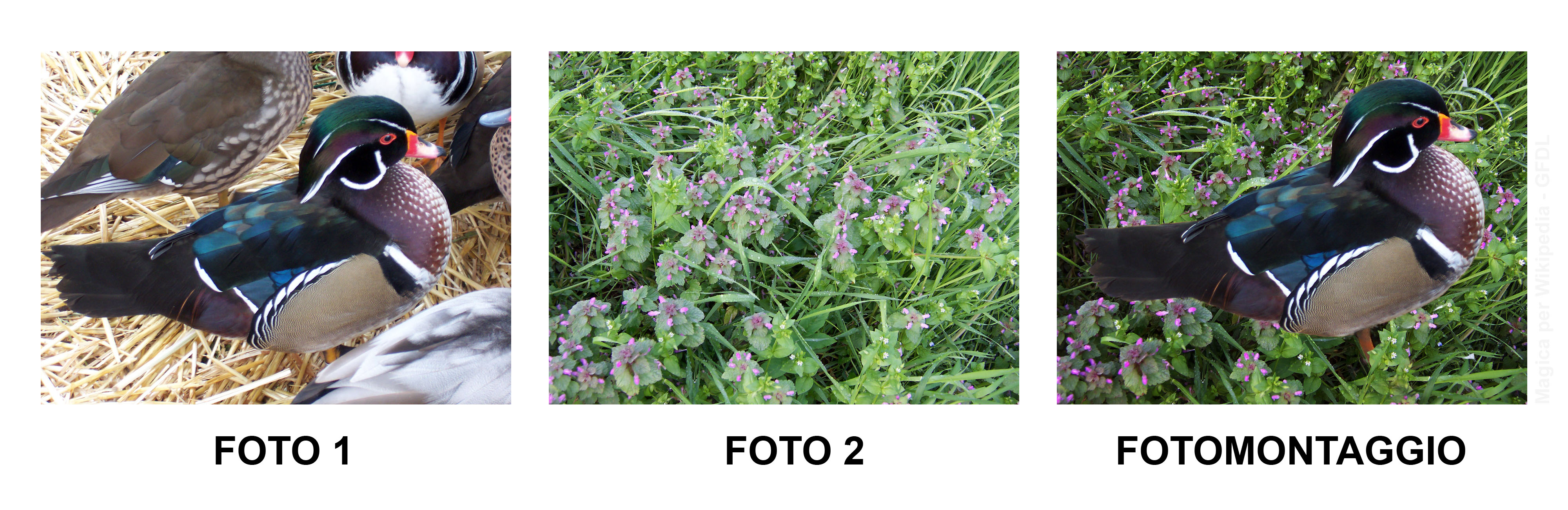
Esempio di fotomontaggio
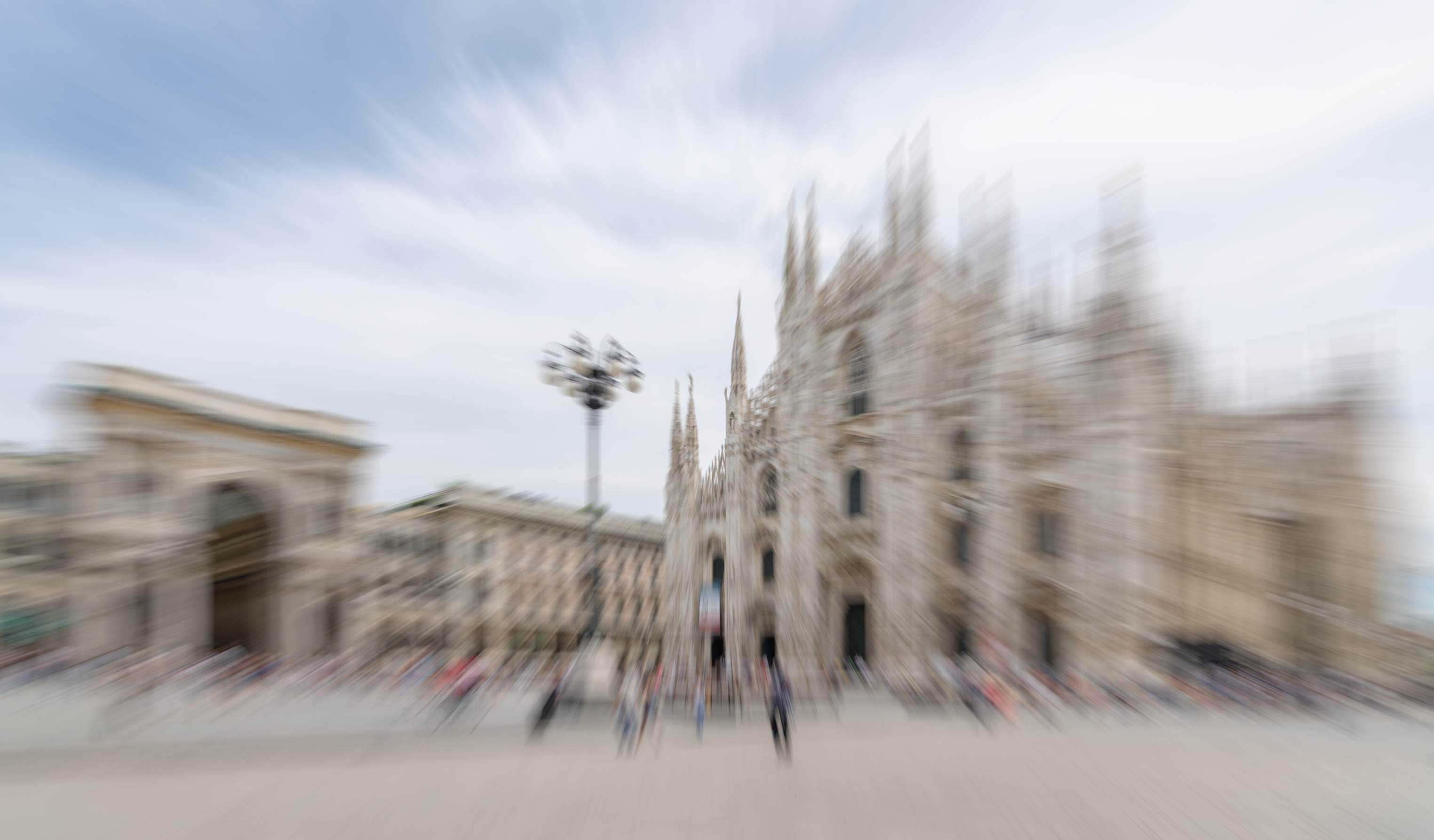
Esempio di fotoritocco
Esempio di immagine digitale tridimensionale e animata